# Ed Leeflang
Eddy (Ed) Leeflang (Amsterdam, 21 juni 1929 – aldaar, 17 maart 2008) was een Nederlandse dichter.

## Biografie
Leeflang studeerde enige tijd Frans en Kunstgeschiedenis in Amsterdam en werkte vervolgens als journalist en in een uitgeverij. Daarna behaalde hij zijn onderwijsakte en rondde een MO-opleiding Nederlands af. Hij werd leraar in Amsterdam, Leiden en Den Haag, totdat hij  als docent Nederlands lang verbonden was aan de toenmalige Rijksscholengemeenschap Prof. Zeeman te Zierikzee. Hij sloot zijn loopbaan als docent af aan de gemeentelijke Pedagogische Academie te Amsterdam.
Leeflang had een uitgesproken mening over wat hij als slechte docenten beschouwde. Actievoeren tegen kerncentrales of juist voor arme zeehondjes moest je volgens hem niet voor de klas doen. "Mensen die de ontmoediging in het onderwijs brengen, dat vind ik iets heel bedreigends. Ik ben het wel eens met Willem Wilmink, die zei dat kinderboekenschrijvers kinderen lastig vallen met problemen waar zij zelf drank en drugs voor hebben. Het is de taak van iemand die voor een klas staat te laten zien hoe interessant de wereld in elkaar zit en hoeveel er te beleven valt. Je hebt ook leraren die, zonder dat ze naïef zijn, toch een soort vitaliteit stimuleren. Doemdenken doe je maar binnenskamers, of voor mijn part in de kroeg, maar niet voor de klas."

### Samenwerking met Miel Cools
Leeflang sloot het einde van het schooljaar als docent te Zierikzee graag af door zijn gitaar mee te nemen en liedjes voor de klas te zingen. Ook de Vlaamse kleinkunstenaar Miel Cools bracht op uitnodiging van Leeflang de liedjes in de aula van de Rijksscholengemeenschap ten gehore.
Tal van de teksten van Leeflang werden op muziek gezet en uitgevoerd door Miel Cools, waaronder een van de meest geliefde liedjes van Cools: Als ik oud ben. Maar ook De duiven, een tekst die Leeflang schreef na een schoolreis met zijn middelbare schoolklas naar Parijs, toen hij in Zierikzee docent Nederlands was. Een van de leerlingen maakte foto's van duiven die een standbeeld van een held bevuilden met hun uitwerpselen. Deze liedjes staan onder andere op het album Nachten dat de spin niet spint, uitgebracht in 1974. Tien liedjes van Leeflang werden voorzien van muziekschrift en opgenomen in het liedboek Mijn mooiste liedjes van Cools, uitgegeven in 2011. 

## Debuut en werk als dichter
Leeflang debuteerde in 1979 als dichter met de poëziebundel De Hazen en andere gedichten. Hij was toen al 50 jaar. Daarna publiceerde hij meerdere albums.
Na zijn late debuut - Leeflang noemde zichzelf 'een achteraffer' - weigerde hij interviews te geven, omdat hij vond dat hij daarmee zijn poëzie mogelijk zou belasten. De Vlaamse journalist Piet Piryns ontmoette Leeflang vele malen, maar tot een vraaggesprek kwam het nooit. Uiteindelijk stelde de journalist een portret van de dichter samen op basis van flarden van gesprekken, briefwisselingen en notities die Leeflang zelf maakte. Het portret is te vinden in de digitale bibliotheek voor de Nederlandse letteren.
In zijn derde dichtbundel 'Op Pennewips Plek' (1982) portretteerde hij mede-docenten en hun gedrag voor de klas. De teksten voor het derde album van Leeflang 'Op Pennewips plek' waren eerder voltooid dan de gedichten waarmee hij debuteerde. Leeflang liet ze nog een tijdje op de plank liggen, om te voorkomen dat hij 'met school geassocieerd zou worden'. De literatuurcriticus K.L. Poll nam er alsnog aanstoot aan dat Leeflang in de colofon van deze bundel zes bestaande leraren noemde, terwijl de docenten in de gedichten zelf anoniem blijven: een hij of een zij. Leeflang zei daar zelf over: "Het zijn mengsels van waarnemingen en herinneringen uit mijn eigen kindertijd, van fictie en ideeën."
Leeflang schreef op een verzoek van het ministerie van Verkeer en Waterstaateind in 1986 het gedicht voor de gedenksteen op de Oosterscheldekering. De tekst luidt: Hier gaan over het tij / De maan de wind en wij. Hij was ontevreden over de uitvoering van het monument, dat in zijn woorden er armetierig uitzag en heeft jarenlang geprobeerd om de tekst te laten verwijderen.

## Ontvangst en prijzen
Terugkerende thema's in zijn werk zijn dieren, de natuur, zijn leraarschap en het beschadigde kind (Leeflang had een gehandicapte dochter).
Vanwege zijn realistische schrijfwijze en een melancholisch verlangen naar verloren zuiverheid wordt zijn poëzie in de literaire kritiek wel aangeduid als romantisch realisme of neoromantiek. In een stijl die verwant is met Nijhoff, probeert hij de spaarzame wonderen in de wereld vast te houden en de talrijke gruwelen de baas te worden, in het besef daartoe nauwelijks in staat te zijn. De toon van zijn werk werd wel aangeduid als een merkwaardige mengeling van pathos en scepsis, van ontroering en ironie tegelijk.
Voor de bundel De Hazen en andere gedichten ontving Leeflang in 1980 de Jan Campertprijs. In 1991 ontving hij de A. Roland Holst-Penning. 

## Over Ed Leeflang
- Michiel van Kempen, 'Eeuwigheid is wat vergaat: Leeflang, Eijkelboom, Tentije.' In: Iambe, 2 (1982-83), no. 8, pp. 39-42.
- Michiel van Kempen, 'Dichterschap van een verloren natuurlijkheid: de poëzie van Ed Leeflang.' In: Op grond van de tekst: opstellen aangeboden aan prof. dr. Karel Meeuwesse. Utrecht: H & S, 1983, pp. 273-286.
- Piet Piryns,  Ed Leeflang ‘Je vlucht als je je niet uitspreekt over wat je ontroert, kwelt of opwindt',  In: 'Er is nog zoveel ongezegd', uitgeverij Houtekiet, Antwerpen, 1988, pp. 41-51.